# Riserva naturale orientata Isola di Alicudi
La riserva naturale orientata Isola di Alicudi è un'area naturale protetta situata nel comune di Lipari, nella città metropolitana di Messina.

## Storia
La riserva è stata istituita con decreto dell'assessorato regionale del territorio e dell'ambiente numero 484/44 del 25 luglio 1997.